# Loyola Marymount Lions

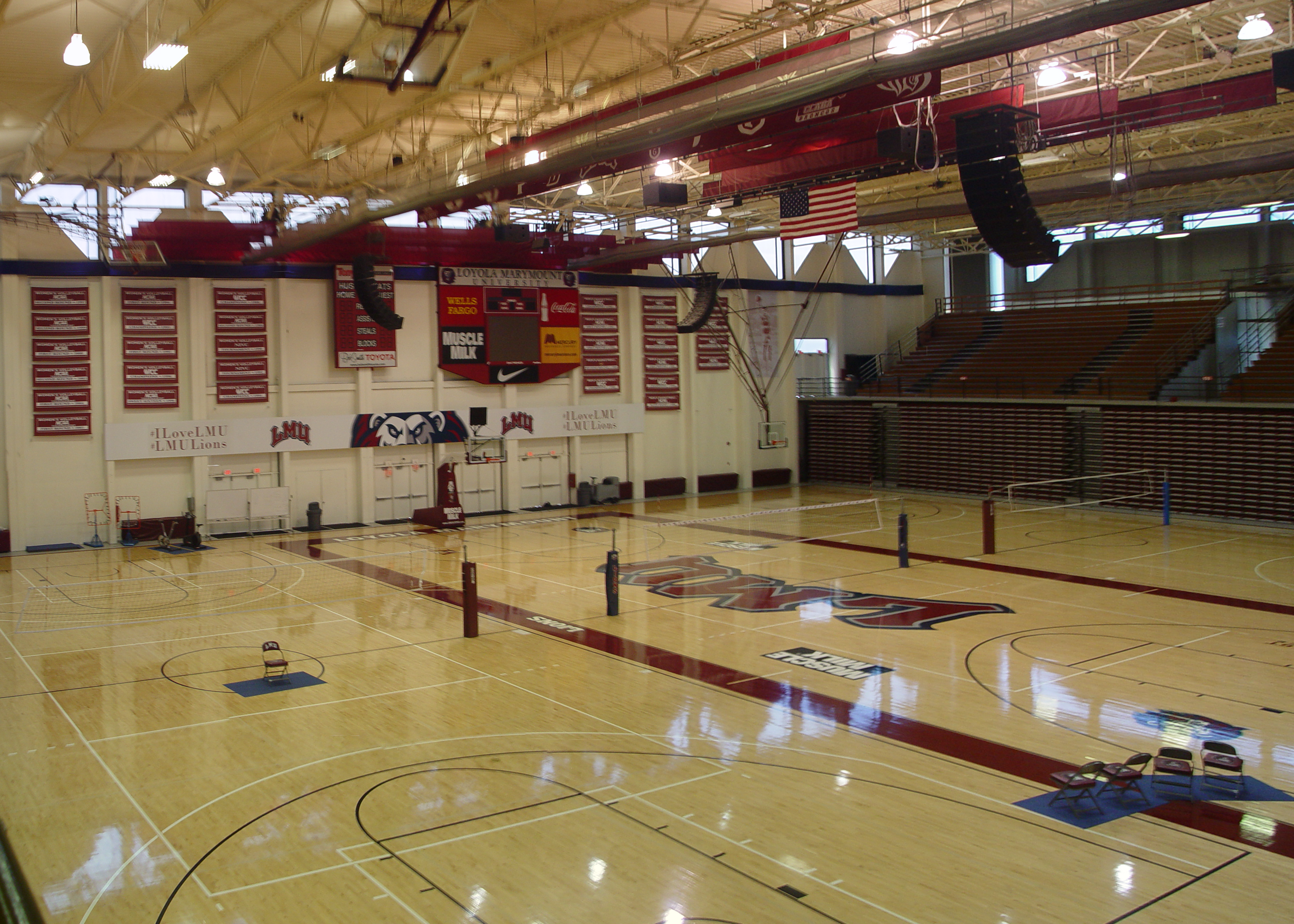
Gersten Pavillion

Loyola Marymount Lions (español: leones de Loyola Marymount) es el nombre de los equipos deportivos de la Universidad Loyola Marymount, que se encuentra en Los Ángeles, en el estado de California. Los equipos de los Lions participan en las competiciones universitarias organizadas por la NCAA, excepto los de remo que lo hacen en la Intercollegiate Rowing Association. En la NCAA forman parte de la West Coast Conference en todos los deportes excepto en waterpolo, donde forman parte de la Western Water Polo Association, natación, que pertenecen a la Mountain Pacific Sports Federation, y atletismo y voleibol de playa, que compiten como independientes.

## Origen del apodo
Según un artículo publicado en el Los Angeles Loyolan, el periódico de la universidad, en el año 1923 un fan entusiasta de los equipos deportivos de la misma. En los años 30, 40 y 50 compartieron mascota con la Metro-Goldwyn-Mayer, e incluso el mítico león era llevado al estadio en días de partido.

## Programa deportivo
Los Lions tienen los siguientes equipos:
| Masculinos - Baloncesto - Cross - Fútbol - Atletismo - Tenis - Waterpolo - Remo - Béisbol - Golf | Femeninos - Baloncesto - Cross - Fútbol - Atletismo - Tenis - Waterpolo - Remo - Sófbol - Natación - Voleibol - Voleibol de playa |

## Baloncesto
El equipo de baloncesto masculino es quizás el más popular de la universidad. Ha ganado en 4 ocasiones la fase regular de la WCC, y en otras dos el torneo de la misma, participando en 5 ocasiones en la fase final de la NCAA. Es recordado también el equipo por ser donde jugó y murió en la pista su jugador Hank Gathers en 1990, víctima de un infarto.
Varios jugadores salidos de Loyola han llegado a jugar en la NBA. De entre ellos, el más destacado es Rick Adelman.